# Cmentarz żydowski w Sycowie
Cmentarz żydowski w Sycowie – kirkut o powierzchni 0,19 ha, niegdyś używany przez żydowską społeczność Sycowa.

## Historia
Został założony w XVII wieku i funkcjonował do końca XVIII wieku, po czym działkę cmentarną przejął Lazarus Tischler, dostawca dworski. Społeczność żydowska Sycowa korzystała z cmentarzy w Twardogórze, Kępnie i Rawiczu.
W 1806 gmina żydowska zadecydowała o wznowieniu pochówków w Sycowie. Działkę, na której znajdował się nieczynny cmentarz przekazał gminie w ramach darowizny potomek Lazarusa, Hirsch Tischler. Pierwszy pochówek na powiększonym kirkucie odbył się 4 września 1820 roku. W 1871 postawiono murowane ogrodzenie, w późniejszym czasie otwarto także dom przedpogrzebowy. 
W latach 30. XX wieku obiekt został zamknięty. W czasie II wojny światowej uległ dewastacji, rozebrano ogrodzenie i zburzono dom przedpogrzebowy. Po wojnie ostatecznie zniszczono cmentarz, a jego teren został splantowany. 
W 2014, z inicjatywy lokalnej społeczności żydowskiej, władze Sycowa postawiły w miejscu byłego cmentarza tablicę go upamiętniającą.